# 大阿塞拜疆人民阵线党
大阿塞拜疆人民阵线党，有时被译为全阿塞拜疆人民阵线党，阿塞拜疆政党。它于2004年从阿塞拜疆官方反对党阿塞拜疆人民阵线分裂。
在2015年11月1日的议会选举中，该党赢得125个席位中的1个。
其是欧洲保守党和改革党的成员（后与2022年退出）。